# The Jewish Guardian
The Jewish Guardian was een in Londen gevestigd joods weekblad, dat verscheen tussen 1919 en 1931. 

## Oprichting
De Jewish Guardian (JG) was opgericht door Sir Philip Magnus, Louis Samuel Montagu (Lord Swaythling), Israel Abrahams and Sir Charles Henry, die twee maanden later overleed. Laurie Magnus, de zoon van Philip Magnus, was de redacteur. De prominente Britse jood Claude Goldsmid Montefiore schreef ook voor de krant. De JG was nauw verbonden met de antizionistische League of British Jews. De krant verscheen steeds op vrijdag.

## Redactionele positie

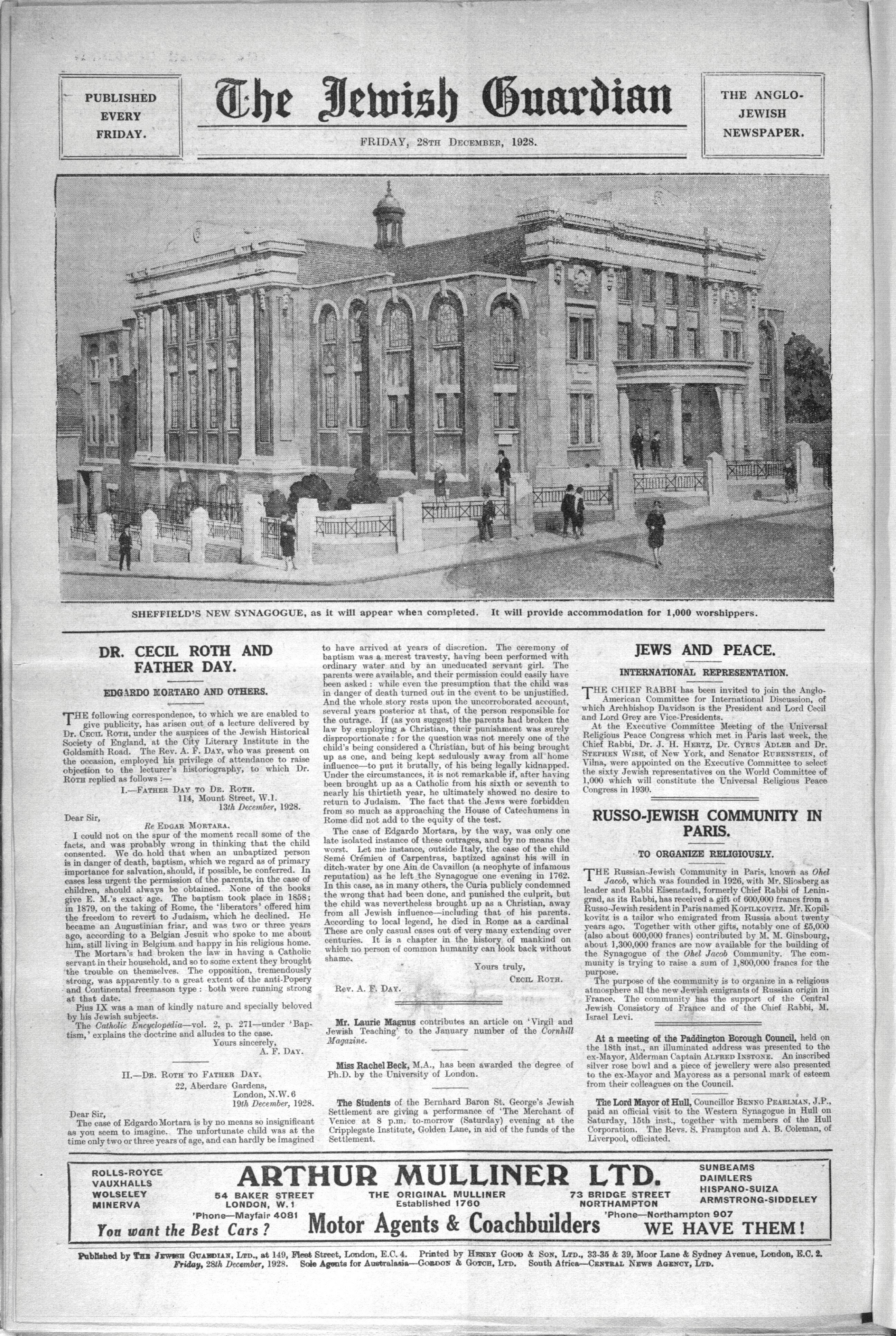
Achterpagina van 28 december 1928

De krant was bedoeld als tegenwicht tegen The Jewish Chronicle, die vrijwel een monopolie bezat in de Britse joodse media. In die tijd waren The Jewish Chronicle en Jewish World, dat eveneens in handen was van deze krant, de enige Brits-joodse weekbladen en beiden zionistisch.
Ondanks de banden met de League of British Jews, was de JG volgens eigen zeggen onafhankelijk. Bij het verschijnen van het eerste nummer op 3 oktober 1931 citeerde de krant The Spectator:
Wij hebben het eerste nummer van de Jewish Guardian, een nieuw weekblad dat "is opgericht om de joden van Groot-Brittannië en het Imperium te voorzien van een eigen orgaan." De krant is "noch met enige Zionistische organisatie, noch met de League of British Jews verbonden"; het is "onmogelijk om een tijdelijke joodse staat in Palestina uit te roepen als eindig thuis voor een missionair Israël." De Jewish Guardian is goed geschreven, en kan nuttig werk doen in het benadrukken van "het basisverschil tussen religie en nationaliteit, om het jodendom te beschermen als het onderscheid van de jood".
Hoewel de JG's redacteur Laurie Magnus tevens een bestuurder was van de League en enige anti-zionistische artikelen had gepubliceerd, en ook andere League-leden met het blad waren verbonden, "zou het een vergissing zijn de Jewish Guardian eenvoudig te zien als een spreekbuis van de League." "Wat begon als een klassieke anti-zionistische publicatie, werd al snel een voorbeeld van een soort van geëngageerd non-zionisme ...".
Non-zionisme onderscheidt zich van anti-zionisme, doordat men weliswaar tegen een joodse staat is, maar wel de vestiging van losse joodse kolonies in Palestina steunt. De JG - net zoals overigens de League of British Jews - was inderdaad tegen politiek zionisme, maar steunde "gematigde, pragmatische kolonisatie" en de vestiging van "een thuis voor (een aantal) joden in Palestina, niet een joodse staat". In feite zagen zij het als een duidelijke prioriteit. Zie ook Balfour-verklaring.